# 阿南達瑪依·瑪
室利·阿南達瑪依·瑪（Śri Ānandamayī Mā, Anandamoyee Ma；1896年4月30日—1982年8月27日），是一名來自孟加拉的印度聖者。斯瓦米·希瓦南達神聖生命協會稱她為「印度土壤曾孕育出最完美無暇的花朵」。她的追隨者在她身上不斷看到預知、靈療能力及其他神蹟奇事。尤迦南達將Anandamayi譯為「喜樂浸透的」（joy-permeated）。這個聖號是信眾們在20年代封給她的，形容她習以為常的神聖喜樂、恩寵狀態。

## 自傳

### 早年生活
阿南達瑪依·瑪原名Nirmala Sundari (নির্মলা সুন্দরী；Nirmôla Shundori，意指完美無暇、美麗的，Nirmala讀作：妮瑪拉)，出生於1896年四月30日，父母是Bipinbihari Bhattacharya和Mokshada Sundari Devi。她誕生在英殖民時期印度婆羅門巴里亞縣的Kheora，也就是現今的孟加拉。她的父親原籍是特里普拉邦的Vidyakut，是一名虔誠的毘濕奴派歌者。因家貧，妮瑪拉只在村莊學校讀了兩年左右的書。儘管她的老師對她的能力感到滿意，她的家人卻認為她很笨拙，因為她常展現出一種事不關己、恆感快樂的舉動。她的母親曾一度病危，但親戚們卻困惑地發現這個小孩仍舊不怎麼受到影響。
1908年13歲時，為了維持當時的鄉村傳統，她嫁給了Vikramapura的Ramani Mohan Chakrabarti，日後她賜給他Bholanath這個名字。婚後，她在小舅子的家住了五年，但大多時候都處在僻靜的冥想狀態。也就是在這裡，一位慣稱她為「Maa」且被當作精神異常的虔誠鄰居Harakumar早晚在她跟前做下拜。妮瑪拉到了17歲左右，她和她丈夫同住在Ashtagram。1918年，她搬到了Bajitpur，並在那裡待到1924年。她在婚後仍維持獨身，因為Ramani只要一有性的念頭，妮瑪拉的身體就會形同死屍。1922年八月的滿月之夜，午夜時分，26歲的妮瑪拉為她自己進行了靈性「點化（initiation）」。她解釋道，那個時候，那場儀式就那麼自動自發地產生了。日後她還說：「作為上師(guru)，我啟示了咒語；作為門徒(shishya)，我接受天啟並開始誦咒。」

### 達卡歲月
1924年，妮瑪拉隨她夫婿搬到Shahbag，因他丈夫被委任為達卡Nawab家族的花園管理人。這段期間，妮瑪拉一聽到kirtan便會陷入一陣狂喜，類似Chaitanya Mahaprabhu那樣。妮瑪拉持續做家事，也持續禁語，大多時候都是處在狂喜的僻靜狀態。這樣的狀態開始對她的日常生活造成干擾。1926年，她在Siddheshwari地區建了一座卡莉女神廟，並虔心投入靈修。一天，妮瑪拉在女神廟祈禱時發生了神秘經驗。在深沉冥思狀態下，她做出困難的瑜伽姿勢，維持了好長一段時間，雙手自動開始結複雜的譚崔手印和手勢。
待在Shahbag那段時期，越來越多人開始被他們所看到的神聖活化身所吸引。 Jyotiscandra Ray，又名「Bhaiji」，是一位早期與她甚親的門徒。他是第一個稱妮瑪拉為阿南達瑪依·瑪的人，意指「喜樂（或歡喜）浸透之母」。他也在1929年主動為阿南達瑪依·瑪在Ramna興建第一座修院，就在Ramna卡莉女神廟的轄區內。
學者們也被阿南達瑪依·瑪的靈性和教導所吸，儘管她自稱「未受教的小孩」。身兼梵文學者、哲學家及加爾各答梵文學院校長等頭銜的Mahamahopadhyay Gopinath Kaviraj，以及Triguna Sen醫生都是她的早期追隨者。而著名的舞蹈家Uday Shankar對於阿南達瑪依·瑪用舞蹈來譬喻人神關係的分析亦留下深刻的印象。

### 死亡

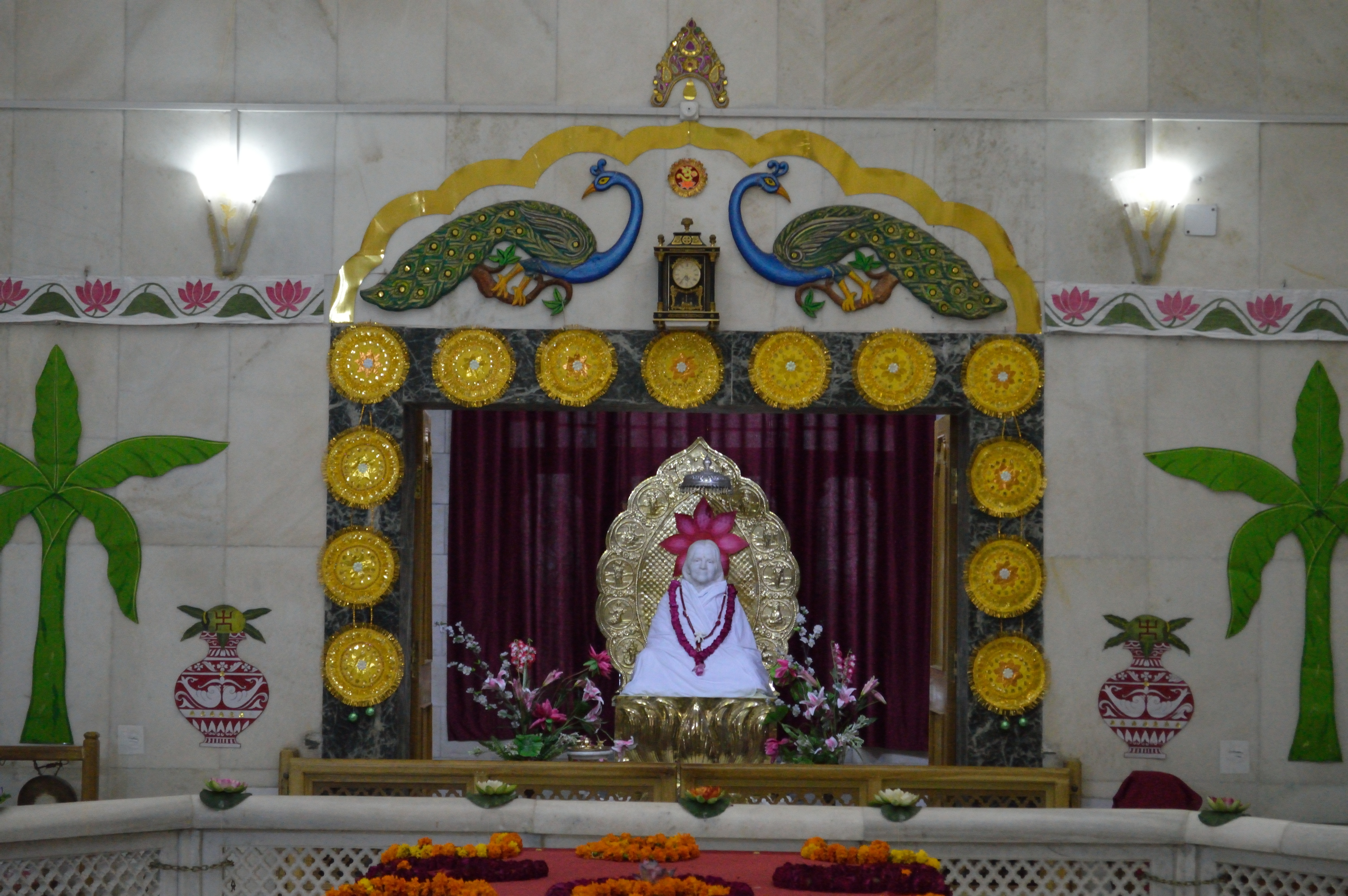
赫爾德瓦爾(Kankhal)的阿南達瑪依·瑪修院

阿南達瑪依·瑪卒於1982年8月27日，29日被安放在她Kankhal修道院中庭的三摩地聖陵中，就座落在北印度的赫爾德瓦爾，之後那上面又蓋了一座神龕，現名為「Ananda Jyoti Peetham」。

## 教導
| “                                     | 如同你愛惜自己的身體那樣，將眾生同等視為你的身體。當無上的玄秘天啟經驗降臨時，將會認出眾生的「敬拜」(service)其實就是一個人自己的敬拜。無論那是一隻鳥、一隻昆蟲、動物或人，你高興稱它為什麼就稱它為什麼。一個人須得敬拜那存在於眾生之內的真我。 | ” |
| ——阿南達瑪依·瑪，《Ananda Varta季刊》 | |   |

阿南達瑪依·瑪從不準備講稿，也從未撰寫或修改她的開示。因她的開示常以口語速度進行，人們難能抄下她講的話，再加上她那孟加拉語特有的押頭韻雙關語，一經翻譯即喪失了原意。雖然如此，錄音機在印度變得普及之前，一名信徒Brahmachari Kamal Bhattacharjee仍試圖謄寫下她的話語。
她的中心教誨不脫離：「每個人的無上呼召都是渴願瞭悟真我，其他所有的義務都是次要的。」或是「只有能夠點燃人們神聖本質的做為才配稱為做為。」然而，她並未要求每個人都要發出離心。她說：「每個人都在他所在的正確位置（看世界）。」她也未曾正式給予信徒「滴夏」，亦拒絕被人們稱為上師，因為她持續宣揚「所有的道途都是我的道途」以及「我沒有特定的道途」。
她不要求所有人都要循著她的方法。「一個人要怎麼藉由宣示『這是唯一的途徑』強加限制於無限呢？又為何必須有那麼多不同的教派呢？因為透過我們每一個，祂將自身奉獻給自身，因此每個人都能按著他的天性前進。」正如她曾說過的，所有發生在我身上那些已知或未知的修行法門都以lila的形式、而非以任何意識上我本身刻意的努力來到。
因此她的法門無法被塞進特定領域，因為這麼做意味著限縮入那個領域，或者限制她的精熟。這也是許多傑出靈修大師和各學派的思想家，無論是濕婆、譚崔、毘濕奴或伊斯蘭、基督宗教、瑣羅亞斯德教在與她互動過程中發現的。她歡迎每個人，也都輕鬆、一視同仁地給予不同信仰的所有修行人建言。至今，Kheora的穆斯林仍尊她為「我們的Ma」。
她教導如何在世上活出神性，並以此靈感活泉啟發數以千計的人也都渴願變成這最高貴的理想狀態。她也對女性們宣揚靈性平等，舉例來說，她開啟由女性主持「聖線儀式」之風，數世紀以來唯有男性才能執行這個儀式。她的教導風格包括笑話、歌唱、每日生活指導，以及開示、冥想及讀經等。
尤迦南達在他的《一個瑜伽行者的自傳》中提到他和阿南達瑪依·瑪見面的過程，第45章「孟加拉的歡喜之母」中她述說著個人際遇：
「父親啊！沒有什麼好說的啊，」她攤攤手，有點無奈地說：「我的意識從未認同這個身體。在我這個肉身來到人間之前，父親，我是那個我；當我還是孩子時，我是那個我；長大後，我還是那個我。我出生時，就有父母之命、媒妁之言，這個身體後來就結婚了，我還是那個我...而且，父親，現在我在你面前，我還是那個我，即使以後，在永恆的殿堂中，萬物在我身邊變幻舞動，我將還是那個我。」
加爾各答的「室利·室利·阿南達瑪依慈善協會」出版部固定出版《Anandavarta季刊》，介紹她的教誨。赫爾德瓦爾的「室利·室利·阿南達瑪依僧團」則負責籌畫年度集會Samyam Mahavrata，乃為期一周的集體冥思、宗教開示、及奉愛音樂。

### 實修問題
15歲那年，一次妮瑪拉坐在Bajitpur的湖邊，她突然有個靈感，便向內探詢：「成為一個宗教渴願者會是什麼樣子？」接著，她便開始了日後她稱之為「調查修行道途的遊戲（印地語「khel」）」。當妮瑪拉坐下欲俯首時，她目睹了她的身體做出一連串的瑜伽姿勢，她也會結出她和丈夫都不知曉的手印。多年後她告訴信眾這些手印、體位法就這麼自動出現，就像工廠機械運作那樣。在Shahbagh那段時日，她無法餵自己吃東西，周圍的人都對她感到困惑不已。她的手無法將食物送進她的嘴裡。因此，Bholenath或苦行尼曾用餵嬰兒的方式那樣餵她吃東西。她丈夫Romani對妮瑪拉那段時期展現的修行來源和背後的意義亦大惑不解，遂請教了牧者、驅魔人和醫生等人，直到一位醫師擔保妮瑪拉並非精神異常為止。
嫁給Romani之後，妮瑪拉在公開的kirtan儀式中仍會陷入狂喜或出神狀態，讓人聯想到毘濕奴的一個人身Chaitanya，至使當地人指控她是瘋子。妮瑪拉與尤迦南達會面時曾告訴他：「當我丈夫陶醉在激情裡，在我耳邊低語示愛、輕撫我的身體時，他彷彿被雷擊中，感受到一陣猛烈的震動。」從此之後，他們的家庭生活形同四海為家的禁慾苦修。

### 真實身分和狀態
根據她日後對信眾傳講的道：完成家務並備妥三餐後，妮瑪拉即從俗務內轉入宗教實修，她感覺內在有一股清晰的引導告訴她該做哪些修行。每當她拋出一個問題，馬上就會有答案浮出。一次她詢問她的內在引導它是誰，那個聲音立即回說：「妳的夏克提（你的力量）」。那個聲音接著禁止她向任何人做出習俗或印度教式的禮敬（鞠躬或觸碰長者的腳）。她父親來訪時因而備受冒犯，宛如被刻意冷落般；那時她正恪守嚴格的禁語，因此也無法對父親詳加解釋背後的意涵。妮瑪拉那時也養成習慣向那些圍住她的神能形象俯首，當她詢問為何禁止她下拜時，那個聲音回說：「你還想向誰匐拜？你自己就是一切了。」至此，她才瞭悟她自身就是有形宇宙的真實身分。
阿南達瑪依常稱自己的臨在有如嬰孩（chhotee bachee）一般，並稱她的身體為「yeh shorir」（這個身體）。她說她的狀態是恆常不變的。一次，她對一名負責紀錄她言行舉止的信徒（chronicalist）Amulya Gupta解釋她的開悟狀態，她說這個狀態從她「出生」（從世俗的觀點）之前就已是這樣了。哲學教旨卻說唯有一個人瞭悟真我時，他才是永遠開悟的人，這兩者是不同的。
在《母親對我的啟示》一書中，Jyotish Chandra Roy指出，每當被人問及她是誰時，妮瑪拉總會回答：「無論用哪個名相定義的那個。」之類的答覆。Roy也提到，那本書後來被翻成英文版《母親自我天啟》（Mother Reveals Herself），她在裡面提及她能夠輕易預知未來，如同人們照鏡子那樣，她也能夠精確憶起出生時的種種場景。
其他信眾也指出，她說因為她沒有Aham-Buddhi（字面意思為「我-是」的存在-經驗），因此無法回覆她是誰或她是什麼，提問者認為她是誰她就是誰。
她也否認帶有任何的個人使命或動機，無論何處的信眾邀請她，她就依「kheyal」前去那裡。人們問她問題時，她會說答案是來自「kheyal」（靈光乍現） ，或比喻她的身體為鈴、鼓之類的樂器：「當你演奏樂器時，你就能聽見了。」當人們和她意見相左或不懷好意地提問時，她通常是保持緘默。
不過，她也向信眾表明她所有的做為、洞見和天啟一直都是為了服務眾生而發的。

### 核心思想
她的公開傳講似乎不離一種絕對的有神論觀點，認為存在的只有神，所有的名、相都是祂。「Vah he hai.」（存在的只有祂/那個）。祂就是一切萬有的無上本體(Atma)。她常說：「Hari katha he katha, aur sab vritha vyatha.」（談論關於神的事就好了，其他的多說無益。）阿南達瑪依也說神是「自我天啟」的，宗教修行只是移除障蔽信眾和祂之間那層無知面紗的工具而已。
瞭悟神性的方法是為祂變得孜孜不倦。她接受傳統的崇拜方式，同時也接受哲學參問。她鼓勵人們追隨他們的上師或宗教指引，或是採納任何他們的心最有共鳴的神，不斷呼求那個名字。一次，她成功誘導了一個自稱為無神論者的年輕女子坐下，平靜專注在她的呼吸上冥修。
她也建議當緊抓著真理不放，這麼做的話靈性道途上的每件事都會唾手可得。此外，她還建議那些選擇任一服務途徑或生命的人應牢記是「神」在做服侍，否則易淪為自我中心的囚徒。
她教導「每個人的無上呼召都是渴願瞭悟真我，其他所有的義務都是次要的。」以及「只有能夠點燃人們神聖本質的做為才配稱為做為。」她常說：「找到你自己就是找到神，找到神也就是找到你自己。」
阿南達瑪依·瑪對那些誓願禁慾、苦行、棄絕俗世願將自身奉獻給神的人展露出由衷的尊敬。一位對阿南達瑪依·瑪推崇備至的知名西孟加拉聖人－Sri Sri Sitaramdas Omkarnathdev 甚至要求他的徒弟無論身在何方，只要一有機會就應去參加她的達顯（以目光加持）。一封1981年十月6日由Sitaram寄給阿南達瑪依的信函中寫到：「喔！仁慈的母親、我們鍾愛的母親，妳跟一切有形所玩的遊戲只是跟你自己玩的遊戲罷了。妳在受造之前就已經存在了。出生、受造的欲望自妳內升起（而將妳推入有形宇宙）。妳是Mahat、Ahamkara、Pancatanmatra，也是 Pancabhuta。妳是成千上萬個宇宙（Brahmanda）。我向妳和妳的神聖遊戲（lila）致敬。今日我向妳勝利的宇宙遊戲匐拜。」
當被問及一個人如何能知曉他是否該拋棄俗世生活，她回說：「面臨大屠殺時一個人還要三思之後才肯逃離嗎？」在另外一個場合，一位哀傷的鰥夫來到她跟前，她笑著對他說：「你和神之間的障礙減少了。」
然而，她也並未要求每個人都得發出離心，她教導家庭主婦應在家人身上看見神，以服侍神的方式服侍他們，如此可拉近跟神的距離。應將自己視為家中的「管理者」而非「主人」那般服務家人；家務之餘也應潛心冥修。她常要求所有的家庭主婦每天都應撥出固定時間冥想沉澱，無論一開始是5分鐘還是15分鐘。

## 相關著作
- 《一個瑜伽行者的自傳》第45章，孟加拉的歡喜之母
- 《大師在喜馬拉雅山》斯瓦米拉瑪著

## 註記
1. ↑  . 室利·室利·瑪·阿南達瑪依僧團. 1995.
2. ↑  Chaudhuri, Narayan. . Motilal Banarsidass Publ. 1986. ISBN 978-81-208-0204-9. pp. 16-18; pp. 24-26; pp. 129-133
3. 1 2 3 4 5 6 7  簡介 （页面存档备份，存于），《當花香飄溢時》（As the Flower Sheds Its Fragrance），室利·室利·瑪·阿南達瑪依僧團，Kankhal，赫爾德瓦爾；檢索日期：2007-12-08
4. 1 2 3 4 5 6 7  Ghosh, Monoranjan. . 達卡: Banglapedia，孟加拉亞洲公會（英语：The Asiatic Society）. 2003年一月. 阿南達瑪依. ISBN 978-984-32-0576-6.
5. 1 2 3 4  Richard Lannoy；阿南達瑪依：她的生命和智慧 （页面存档备份，存于）；Element Books Ltd；1996；ISBN 1-85230-914-8
6. ↑  McDaniel, June. . 芝加哥大學出版社. 1989: 194. ISBN 978-0-226-55723-6.
7. ↑  在印度教的diksha（英语：diksha）（讀作：滴夏）儀式中，當上師和弟子的心合二為一時，則說弟子已被上師「點化」了。概念頗類似藏傳佛教的「灌頂」儀式。根據南印度坦米爾納德邦的在世神人巴觀所述：「人的頭腦就像是將人神隔開的一堵牆。滴夏的電流能在這道牆上打一個洞。一旦成功了，人、神便能同心協力。」
8. ↑  (Hallstrom 1999，第39頁)
9. ↑  (Hallstrom 1999，第42頁)
10. ↑  (Hallstrom 1999，第42–43頁)
11. ↑  ananda為梵文，意指「妙樂」。
12. ↑  Lipski, p. 66.
13. ↑  生命史：母親生平年表 （页面存档备份，存于） 阿南達瑪依·瑪修道院官網。「英迪拉·甘地首相午前抵達，1.30 pm左右，Maa的聖體被放入三摩地聖陵中，附近原有一棵歷史悠久的菩提樹，在許多場合她都坐在那棵樹下給予人們達顯（英语：Darśana）（以目光加持）」。
14. ↑  . 印度快報. 17 Jul 2003.
15. ↑  譯者註：此處所謂的「敬拜」意指榮耀、彰顯神的方式。蜜蜂以採蜜、授粉來榮耀、彰顯神；鳥兒以一身美麗的羽毛和悅耳歌喉來榮耀、彰顯神的臨在。當無上的玄秘降下時，即會認出「一即一切，一切即一」的奧秘，所有發生於外的，都對應於內；自他的分別消失，梵我合一。按拉瑪那·馬哈希的教誨，「真我」（self）即等同於真神。當一個人真正活出內在真我的尊貴、榮耀品質時，即是在彰顯真神的臨在。
16. ↑  Mataji的法門 （页面存档备份，存于），《當花香飄溢時》（As the Flower Sheds Its Fragrance），室利·室利·瑪·阿南達瑪依僧團，Kankhal，赫爾德瓦爾；檢索日期: 2007-12-08
17. ↑  參考《母親自我天啟》（Mother Reveals Herself）
18. ↑  讀作：里拉。出自印度教的概念，較接近的中文解釋為「遊戲」。印度教認為整個實相界（包含宇宙）都是梵的創造性遊戲。
19. ↑  Shree Shree Anandamayee Charitable Society
20. ↑  Sri Sri Anandamayi Sangha
21. ↑  譯者註：瑜伽體位法最初可能就是這樣經由天啟傳下來的。
22. ↑  Dr Alexander Lipski，《阿南達瑪依·瑪的生命和教誨》（Life and Teaching of Anandamayi Maa）
23. ↑  Amulya Das Gupta，Sri Sri Maa Anandamayi Prasang
24. ↑  譯者註：一個是從無到有，一個是自始就是那樣。
25. ↑  譯者註：原指一種音樂風格，字面意思是「想像」；依妮瑪拉的慣用語彙，此處應指「靈感」或「直覺」
26. ↑  原文 Apne ko paana Bhagavaan ko paana, Bhagavaan ko paana Apne ko paane.
27. ↑  Bhattacarya, Buddhadeba. . Kankhal，赫爾德瓦爾 U.P. 印度: 赫爾德瓦爾，U.P.，印度：室利·室利·瑪·阿南達瑪依僧團. 1995.

## 外部連結
- 大事年表 （页面存档备份，存于）
- MatriVani，阿南達瑪依教誨概要 （页面存档备份，存于）
- 阿南達瑪依·瑪官方網站
- 阿南達瑪依的個人文稿 （页面存档备份，存于）存放在劍橋哈佛神學院的安多佛-哈佛神學圖書館。
- 影音資料(1) （页面存档备份，存于）(2) （页面存档备份，存于）(3) （页面存档备份，存于）
- 阿南達瑪依和尤迦南達相遇的情形 （页面存档备份，存于）